# Pediatric Dermatology
Pediatric Dermatology, abgekürzt Pediatr. Dermatol., ist eine wissenschaftliche Fachzeitschrift, die vom Wiley-Blackwell-Verlag im Auftrag der folgenden Gesellschaften veröffentlicht wird:
- Society for Pediatric Dermatology
- European Society for Pediatric Dermatology
- International Society for Pediatric Dermatology
- niederländische/belgische pädiatrische dermatologische Gesellschaft
- lateinamerikanische pädiatrische dermatologische Gesellschaft
- spanische Gesellschaft für pädiatrische Dermatologie.

Die Zeitschrift erscheint mit sechs Ausgaben im Jahr. Es werden Arbeiten veröffentlicht, die sich mit dermatologischen Erkrankungen von Säuglingen und Kindern beschäftigen.
Der Impact Factor lag im Jahr 2014 bei 1,015. Nach der Statistik des ISI Web of Knowledge wird das Journal mit diesem Impact Factor in der Kategorie Dermatologie an 47. Stelle von 63 Zeitschriften und in der Kategorie Pädiatrie an 90. Stelle von 120 Zeitschriften geführt.